# أليخاندرو لوزانو
أليخاندرو لوزانو (بالإسبانية: Alejandro Lozano)‏ هو رسام إسباني، ولد في 17 مارس 1939، وتوفي في 30 مارس 2003.